# Dasygaster eutycta
Dasygaster eutycta là một loài bướm đêm trong họ Noctuidae.